# جو مین کیونگ
جو مین کیونگ (انگلیسی: Joo Min-kyung؛ زادهٔ ۶ ژوئیهٔ ۱۹۸۹) بازیگر اهل کره جنوبی است.
از فیلم‌ها یا برنامه‌های تلویزیونی که وی در آن نقش داشته‌است می‌توان به جیریسان اشاره کرد.